# 멜리사 아디
멜리사 아디(Melyssa Ade, 1976년 11월 7일 ~ )는 캐나다의 배우이다.
옐로나이프에서 태어났다.

## 영화
- 지저스 헨리 크리스트 (2011년)
- 결혼준비 대작전 (2005, Confessions of an American Bride)
- 인터스테이트 (2002년)
- 결혼의 족쇄 (2001년)
- 제이슨 X (2001년)
- 누가 엘리를 죽였는가? (1998년)